# Radivoje Ognjanović
Radivoje Ognjanović (en serbe en écriture cyrillique : Радивоје Огњановић) (né le 31 août 1933 à Strošinci et mort le 30 août 2011) est un footballeur et entraîneur serbe.

## Biographie
En tant qu'attaquant, Radivoje Ognjanović est international yougoslave à cinq reprises (1957-1959) pour un but inscrit. Il participe à la Coupe du monde de football 1958, en Suède. Il ne joue pas les deux premiers matchs (Écosse et France) et fait les deux suivants (Paraguay et RFA) et il inscrit un but à la 20e minute contre le Paraguay. La Yougoslavie est éliminée en quarts.
En clubs, il joue pour des clubs yougoslaves (FK Srem Sremska Mitrovica, FK Partizan Belgrade, FK Radnički Jugopetrol Belgrade et FK Étoile rouge de Belgrade), autrichiens (SK Sturm Graz) et suisses (FC Bâle et Greenham) et remporte une coupe de Yougoslavie en 1957 et une D2 autrichienne en 1964.
Il est le sélectionneur de deux nations africaines : le Cameroun de 1982 à 1984, avec qui il remporta la CAN 1984, et la Côte d'Ivoire de 1989 à 1992.

## Palmarès

### En tant que joueur
- Coupe de Yougoslavie de football
  - Vainqueur en 1952
  - Finaliste en 1957
- Championnat d'Autriche de football D2
  - Champion en 1964

### En tant qu'entraîneur
- Coupe d'Afrique des nations de football
  - Vainqueur en 1984